# Jean Thomas Bonnemain
Jean Thomas Bonnemain, né le 29 décembre 1756 à Bucey-en-Othe dans l'Aube et mort le 14 avril 1807 à Arcis-sur-Aube est un député, avocat et littérateur, à la Convention nationale et au Conseil des Cinq-Cents.

## Biographie

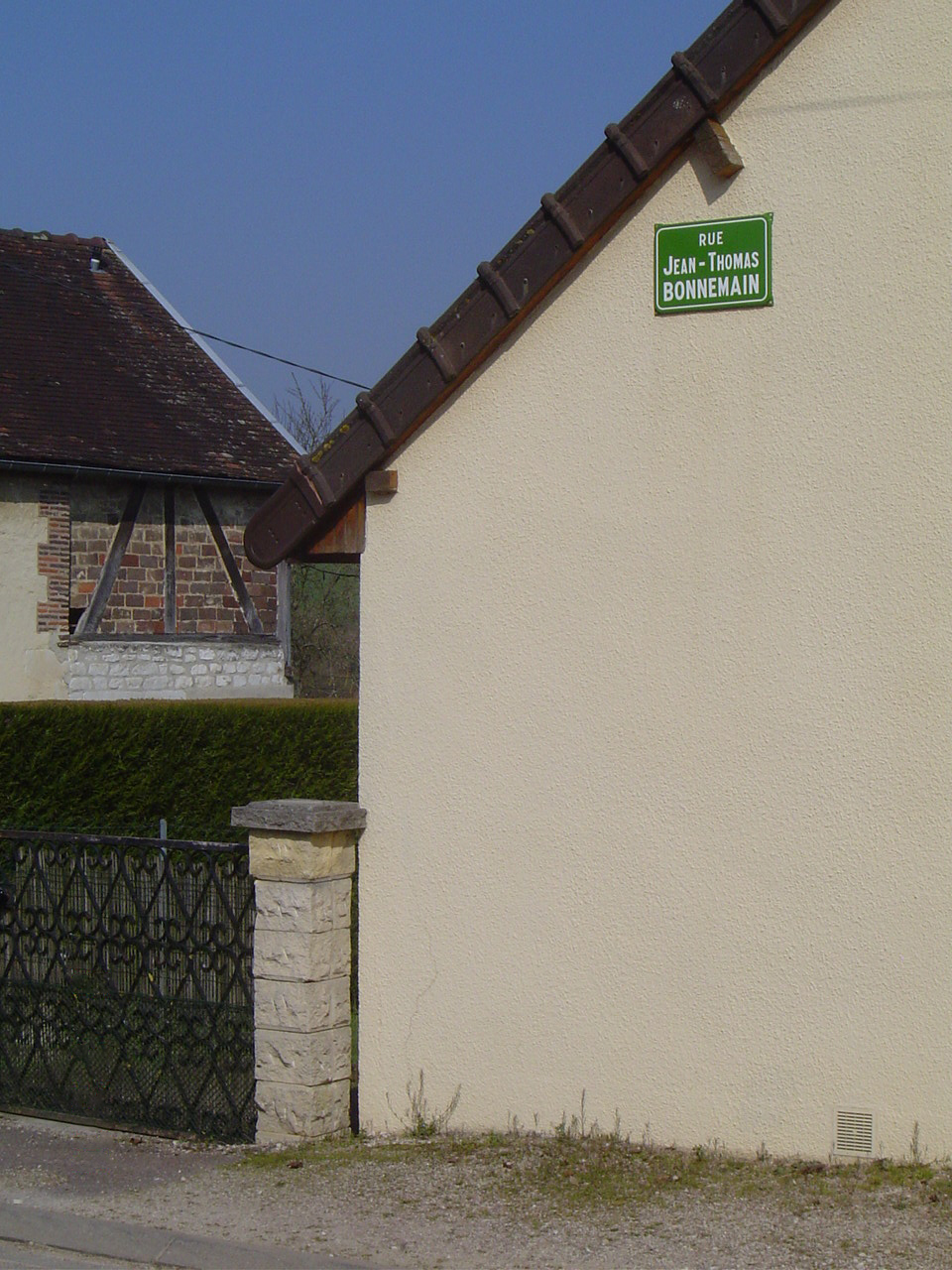
Plaque de rue à Bucey-en-Othe

La monarchie constitutionnelle, mise en application par la constitution du 3 septembre 1791, prend fin à l'issue de la journée du 10 août 1792 : les bataillons de fédérés bretons et marseillais et les insurgés des faubourgs de Paris prennent le palais des Tuileries. Louis XVI est suspendu et incarcéré avec sa famille à la tour du Temple.
En septembre 1792, Jean Thomas Bonnemain, alors juge au tribunal d'Ervy-le-Châtel, est élu député du département de l'Aube, le cinquième sur neuf, à la Convention nationale.
Il siège sur les bancs de la Plaine. Lors du procès de Louis XVI, il vote « la détention, et le bannissement à la paix », et se prononce en faveur de l'appel au peuple et du sursis à l'exécution de la peine. Le 13 avril 1793, il vote en faveur de la mise en accusation de Jean-Paul Marat. Le 28 mai, il vote en faveur du rétablissement de la Commission des Douze.
Sous le Directoire, en vendémiaire an IV (octobre 1795), Jean Thomas Bonnemain est réélu député et siège au Conseil des Cinq-Cents. Il est tiré au sort pour quitter le Conseil le 1er prairial an V (le 20 mai 1797).
Artisan du 18 brumaire, il reçut du gouvernement de Bonaparte le titre de président du tribunal d'Arcis-sur-Aube et exerça ces fonctions jusqu'à sa mort. Bonnemain a laissé quelques publications parmi lesquelles des Instituts républicains, « développement analytique des facultés naturelles, civiles et politiques de l'homme. »

## Hommage
La commune de Bucey-en-Othe lui rend hommage en donnant son nom à une voie principale de la commune.

## Pour approfondir